# Mikami Kazuyoshi
Kazuyoshi Mikami (sinh ngày 29 tháng 8 năm 1975) là một cầu thủ bóng đá người Nhật Bản.

## Sự nghiệp câu lạc bộ
Kazuyoshi Mikami đã từng chơi cho Vissel Kobe, Verdy Kawasaki, JEF United Ichihara, Yokohama F. Marinos, Oita Trinita và Omiya Ardija.